# La Maman et la Putain
Pour plus de détails, voir Fiche technique et Distribution.
La Maman et la Putain est un film français de Jean Eustache sorti en 1973.
Bien que mal accueilli lors de sa sortie, le film est malgré tout perçu par de nombreux critiques comme un chef-d'œuvre novateur du cinéma français,.

## Synopsis

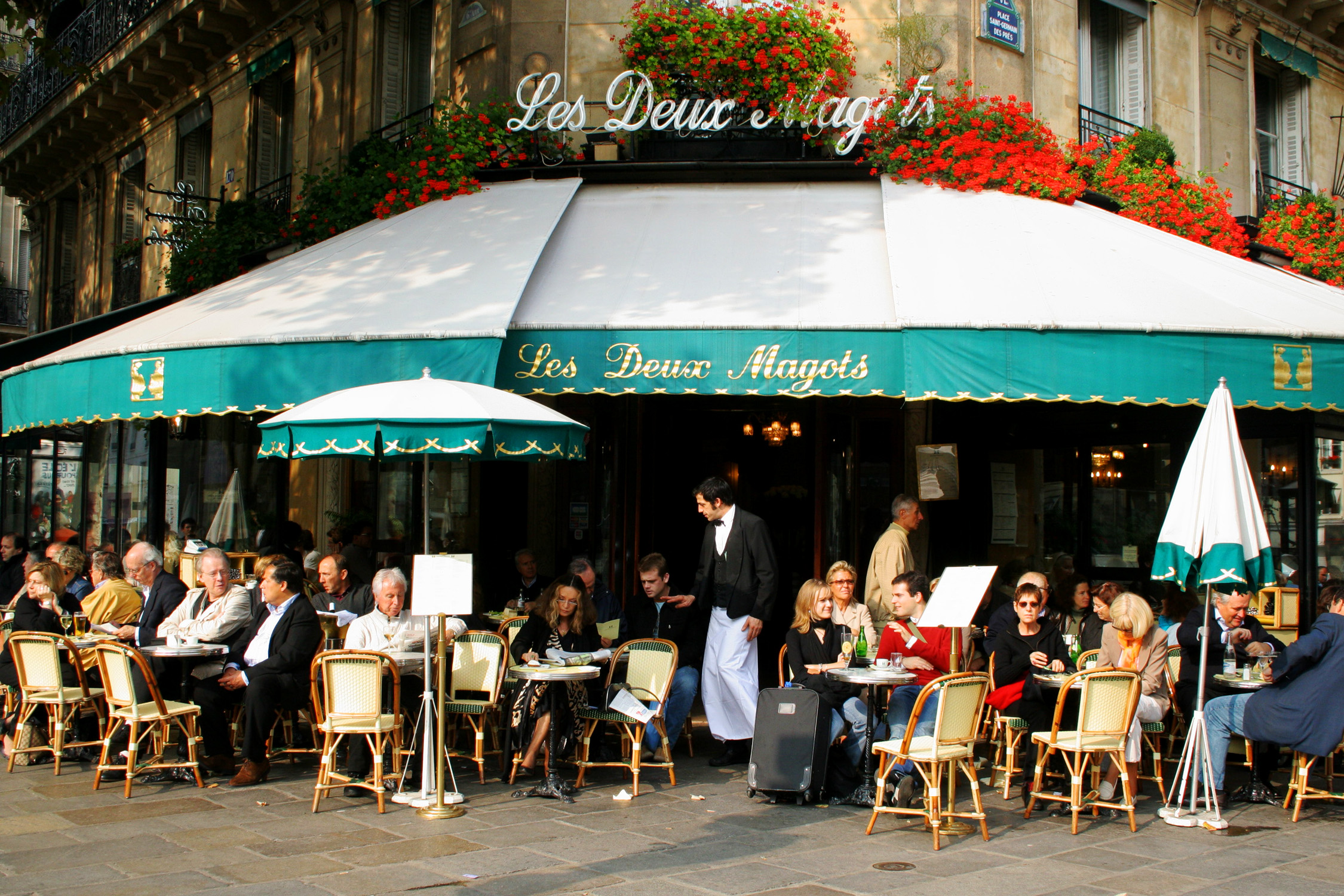
Les Deux Magots, où Alexandre rencontre Veronika.

Alexandre est un jeune intellectuel oisif qui mène une vie sans but à Paris. Subtilement égocentrique, Alexandre passe la plupart de ses journées à donner des leçons à ses interlocuteurs sur des sujets politiques et philosophiques, notamment des jugements lapidaires sur des films contemporains, tels que La classe ouvrière va au paradis, et ses souvenirs des manifestations de Mai 68. Il vit avec sa petite amie Marie, qui tient une boutique de vêtements et répond à son apathie continuelle par des invectives colériques qui masquent les sentiments forts qu'elle éprouve pour lui. Lorsqu'Alexandre tente de persuader une ancienne petite amie, Gilberte, de l'épouser, elle ne prend pas sa proposition au sérieux et le repousse. Plus tard, Alexandre retrouve un ami au café Les Deux Magots. En partant, il croise le regard d'une fille sur la terrasse et lui demande son numéro. Ils finissent par avoir un rendez-vous. Elle s'appelle Veronika, une infirmière anesthésiste franco-polonaise qui vit à l'hôpital Laennec. Fière de son statut de femme libérée, Veronika fait des avances à Alexandre et finit par le séduire.
Marie voit immédiatement les tentatives maladroites d'Alexandre pour cacher sa liaison, et l'invective avec une fureur croissante qui ne s'apaise que lorsqu'ils ont eux-mêmes des rapports sexuels. Lorsque Marie part en voyage d'affaires à Londres, Alexandre couche avec Veronika dans son appartement. Sur l'oreiller, Alexandre tient des monologues à ses conquêtes sur divers sujets, tout en faisant jouer de la musique classique et pop sur son tourne-disque.
Finalement, Veronika se rend de son propre chef à l'appartement, en état d'ébriété. Elle trouve Alexandre et Marie nus dans le lit et les insulte tous les deux. Ils commencent rapidement un ménage à trois, dormant dans le même lit. Marie et Veronika prétendent toutes deux apprécier la relation polyamoureuse qui en résulte, mais chacune dispute à l'autre, secrètement, l'affection d'Alexandre. Après qu'Alexandre a mal réagi lorsque Marie a invité l'un de ses anciens amants à une fête, la relation se dégrade rapidement. Veronika critique de manière cinglante son attitude envers les femmes au Café de Flore, accusant Alexandre de ne pas l'aimer, ni elle ni personne, de la même manière qu'elle l'aime. Plus tard, Marie tente de se suicider avec des somnifères, mais Alexandre l'en empêche rapidement. Veronika livre un monologue sur la façon dont les femmes sexuellement actives sont perçues comme des « putains » et rejette certaines de ses positions politiques « libérées ».
Alexandre décide de ramener Veronika à son appartement de l'hôpital, laissant Marie pleurer seule. Alexandre dépose Veronika, puis rentre en trombe dans son appartement et lui demande de l'épouser. À ce moment-là, Veronika s'effondre en pleurant et en riant, et prétend qu'elle va vomir. Elle dit à Alexandre que, s'il veut vraiment l'aider, il peut aller chercher une cuvette pour qu'elle y vomisse. Alexandre s'exécute et s'assoit par terre, accablé et désemparé.

## Fiche technique
Sauf indication contraire, les informations mentionnées dans cette section peuvent être confirmées par la base de données cinématographiques Unifrance,  présente dans la section « Liens externes ».
- Titre original : La Maman et la Putain
- Réalisation : Jean Eustache
- Assistants réalisateur : Luc Béraud, Rémy Duchemin
- Scénario : Jean Eustache
- Costumes : Catherine Garnier
- Photographie : Pierre Lhomme
- Son : Jean-Pierre Ruh, Paul Lainé
- Montage : Jean Eustache, Denise de Casabianca
- Scripte : Irène Lhomme
- Production : Pierre Cottrell, Vincent Malle, Barbet Schroeder, Christian Fechner, Claude Berri, Marcel Berbert, Jean-Pierre Rassam
- Directeur de production : Claude Bertrand
- Sociétés de production : Elite Films, Ciné Qua Non, Les Films du Losange, Simar Films, V.M. Productions.
- Société de distribution : NPF Planfilm
- Budget : 700 000 francs[3],[4]
- Pays de production :  France
- Langue : français
- Format : noir et blanc - 1,37:1 - Son mono - 16 mm gonflé en 35 mm
- Genre : drame psychologique
- Durée : 220 minutes
- Dates de sortie :
  - France : 17 mai 1973 ; reprise en salles le 8 juin 2022
- Classification :
  - France : interdit aux moins de 18 ans à sa sortie[5]

## Distribution
- Jean-Pierre Léaud : Alexandre
- Bernadette Lafont : Marie
- Françoise Lebrun : Veronika Osterwald
- Isabelle Weingarten : Gilberte
- Jacques Renard : l'ami d'Alexandre
- Jean-Noël Picq : l'amoureux d'Offenbach
- Jessa Darrieux : l'amie d'Alexandre à la main blessée au café de Flore
- Jean Douchet : l'homme attablé avec Veronika au café de Flore (non crédité)
- Berthe Granval : l'amie de Marie
- Geneviève Mnich : une amie de Veronika
- Marinka Matuszewski
- Douchka (non créditée)
- Bernard Eisenschitz : Maurice (non crédité)
- Pierre Cottrell (non crédité)
- Jean Eustache : l'homme avec Gilberte dans le supermarché (non crédité)
- André Téchiné : un homme au café de Flore (non crédité)
- Jean-Claude Biette : un homme aux Deux Magots (non crédité)
- Noël Simsolo : un homme aux Deux Magots (non crédité)
- Caroline Loeb : la jeune fille qui lit le journal en terrasse aux Deux Magots et derrière laquelle s'assoit Alexandre en attendant Veronika pour leur premier rendez-vous (non créditée).

## Production

### Tournage

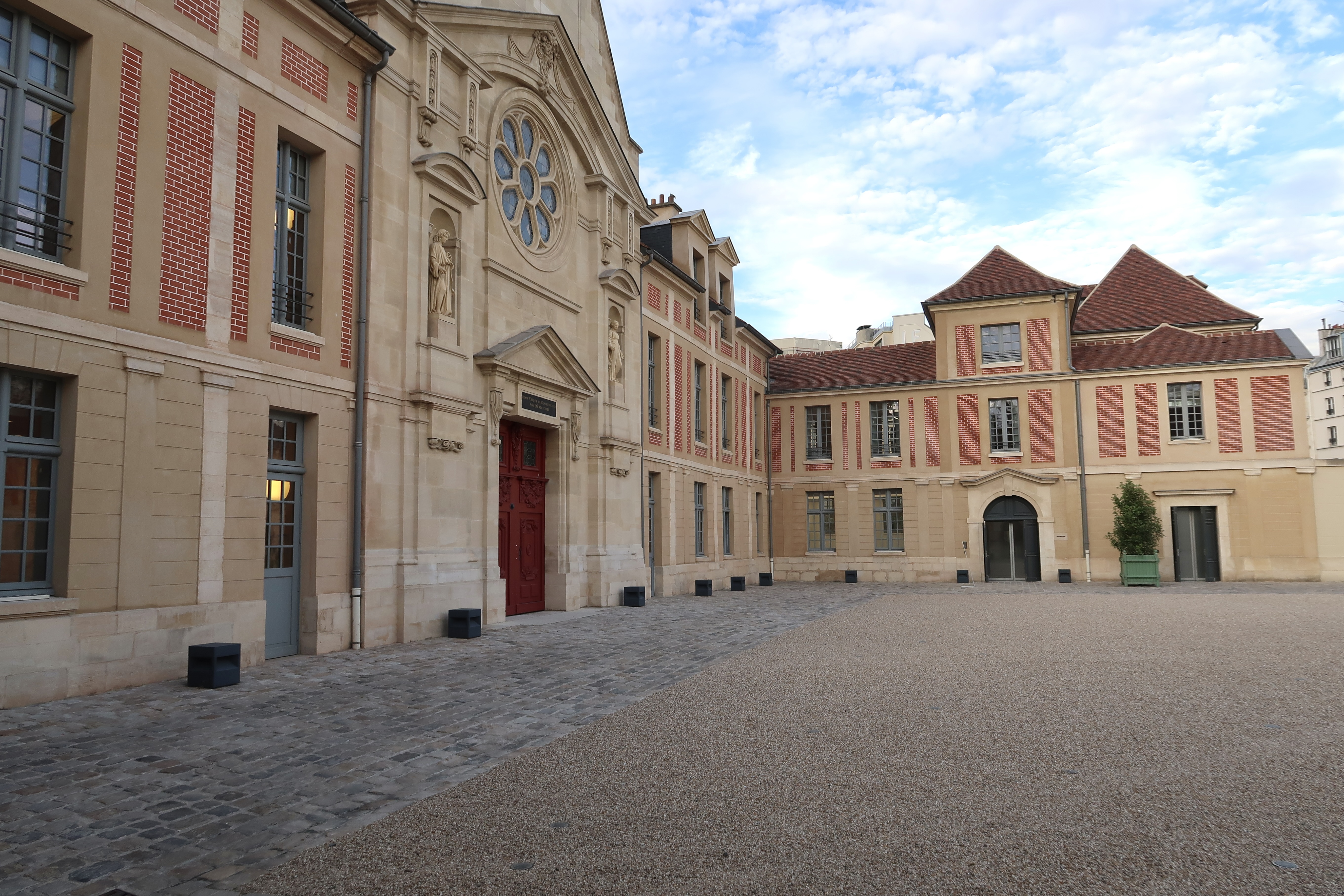
L'ancien hôpital Laennec où Veronika est infirmière.

Le film a été tourné entre le 21 mai et le 11 juillet 1972,,.
Le film a été tourné en son direct, y compris celui des disques écoutés par les personnages ou celui des voitures autour du café des Deux-Magots.
Jean-Pierre Léaud raconte que Jean Eustache était intraitable avec les acteurs et voulait absolument que le texte, particulièrement long et dense, soit connu au mot et à la virgule près. L'exigence était d'autant plus grande qu'il n'y avait qu'une seule prise par plan.
Vers la fin, Veronika prononce un monologue d'une douzaine de minutes, soit la durée d'un magasin 16 mm ; Françoise Lebrun avait appris le texte, mais l’avait sur ses genoux en cas de besoin. La première prise a été retenue.
Lors d'une séance de cinéma à laquelle assistent les protagonistes, sont montrés des extraits du film Les idoles (1967) pour lequel Jean Eustache avait été monteur.

#### Lieux de tournage
L'action du film se déroule entièrement à Paris :
- Les Deux Magots[12] ;
- le Café de Flore[12] ;
- le café Le Saint-Claude[13] ;
- le jardin du Luxembourg ;
- l'appartement de l'ami, probablement dans l'immeuble du 8 au 26, rue du Commandant-René-Mouchotte ;
- la chambre d'infirmière. D'après le scénario, Veronika est infirmière à l'hôpital Laennec de Paris[14],[12] ;
- le restaurant Le Train bleu dans le hall de la gare de Lyon[15],[12] ;
- plusieurs scènes se déroulent aussi dans les rues de Paris.

Les scènes qui se déroulent dans l'appartement de Marie ont été tournées dans l'appartement de Catherine Garnier rue de Vaugirard et les scènes qui se déroulent dans la boutique de Marie ont été tournées dans la boutique de Catherine Garnier rue Vavin.
En 2022, le critique cinématographique Éric Neuhoff écrit que le film se déroule dans « un Saint-Germain-des-Prés qui n'existe plus, avec ses conversations aux terrasses, ses rencontres de hasard, ces maîtresses qu'on croyait avoir oubliées et qui ressurgissent sans prévenir ».

## Musique
La musique est celle que les personnages écoutent dans le film :
- l'ami d'Alexandre écoute Zarah Leander qui interprète Ich weiss, es wird einmal ein Wunder gescheh'n[19] : « C'est la chanteuse que les Allemands ont essayé de lancer… pour remplacer Marlène Dietrich après son départ. Et comme toutes les imitatrices, elle est bien meilleure que l'original. Elle ne traîne rien derrière elle[20]. »
- quand il téléphone à Veronika, Alexandre écoute la chanson Un souvenir de Damia[19],[21] ;
- en faisant sa toilette, il écoute La Belle Hélène de Jacques Offenbach[19],[22]. Pick fait aussi référence à La Belle Hélène[23] ;
- Veronika a envie d'écouter un disque de Marlene Dietrich[24] ;
- Marie écoute Les Amants de Paris chanté par Édith Piaf (texte et musique de Léo Ferré)[19] ;
- Concerto for group and orchestra de Deep Purple[19] ;
- Falling in love again de Marlene Dietrich[19] ;
- La Chanson des fortifs' de Fréhel[19] ;
- le Requiem de Mozart[19] ;
- Tout simplement de Paul Delmet, chanté par Veronika.

## Accueil critique
À l'occasion du festival de Cannes où le film fait partie de la sélection française à côté de La Grande Bouffe de Marco Ferreri, Gilles Jacob alors critique de cinéma, déclare devant Jean Eustache : « Je trouve que c'est un film merdique […]. Je trouve que c'est un non-film, non-filmé par un non-cinéaste et joué par un non-acteur. » Eustache lui répond en direct « Monsieur Gilles Jacob n'a jamais aimé le cinéma. » Quant à Ingrid Bergman, présidente du jury, elle fait savoir qu’elle « trouve regrettable que la France ait cru bon de se faire représenter par ces deux films, les plus sordides et les plus vulgaires du Festival. »
Jean-Louis Bory dans Le Nouvel Observateur n'a pas apprécié le film. Il dénonce notamment le style de jeu de Léaud : « Jean-Pierre Léaud joue faux et reste faux. » Il dénonce également un film misogyne. Pourtant, il dit apprécier les deux figures féminines que sont Marie et Veronika.
Dans son histoire du cinéma français, Jean-Michel Frodon le considère comme un des plus beaux films du cinéma français.

Le réalisateur Olivier Assayas cite le film dans sa « cinémathèque imaginaire » : 

« Je n'aurais pas imaginé ne pas citer La Maman et la Putain. J'ai l'impression de vivre avec ce film depuis qu'il existe. Je me pose, comme beaucoup de gens dans le cinéma, la question de savoir comment on peut refaire quelque chose comme cela, comment on peut atteindre ce qu'Eustache a atteint. Je crois que la réponse est qu'on ne peut pas. Eustache a dans ce film résumé et accompli une idée qui était celle de la Nouvelle Vague. Il a fait le film qui avait été théorisé par la Nouvelle Vague. »

Il est classé 2e « meilleur film français » de tous les temps par un jury de professionnels du cinéma.

À l'occasion d'une rétrospective consacrée à Jean Eustache à la Cinémathèque française, Eric Neuhoff écrit : 

« Cette longue romance d'un jeune homme pauvre, cette musique de chambre en noir et blanc est une œuvre à part, un grand film ténébreux, bavard, alcoolisé. Le temps y passe à une vitesse qui ne ressemble à aucune autre. L'oisiveté y est célébrée à coups de rencontres, de Jack Daniels, de scènes de ménage, d'anecdotes dérisoires. »

### Notations
- Sens critique : 8 (sur 10)[31]
- Télérama : TTTT (pour sa ressortie cinéma en 2022)[32]
- IMDB : 8 (sur 10)
- Allociné : 4 (sur 5) (spectateurs[33])

### Diffusion et audience
Lors de sa sortie en salles en 1973, le film a été vu par 343 000 spectateurs,.
Le film a été diffusé à la télévision sur Antenne 2 le 13 mai 1988 (Ciné-club), Canal+ le 12 mai 1997, sur Arte le 13 mars 2000 et le 29 juillet 2013 en hommage à Bernadette Lafont. Lors de cette dernière diffusion, l'audience est estimée à 478 000 spectateurs,,,.
Le film a été disponible pendant longtemps sur internet, les ayants droit acceptant alors cette circulation.
Le 19 janvier 2022, le producteur Charles Gillibert annonce que Les Films du Losange ont racheté les droits du film et que celui-ci est en cours de restauration. Cette version restaurée est projetée dans le cadre du festival de Cannes le 17 mai 2022 (« sélection patrimoniale »), et présentée en avant-première à Paris, le jeudi 2 juin, au MK2 Odéon dans une salle comble.
Le mercredi 8 juin 2022, le film ressort en salles, « sur 60 copies partout en France ».

## Distinctions
- Grand prix au festival de Cannes 1973[42],[8]
- Prix de la Fédération de la presse cinématographique internationale[43]

## Publication (scénario)
- Jean Eustache, La Maman et la Putain : Scénario, Cahiers du cinéma, coll. « Petite bibliothèque des Cahiers du cinéma », 1998 (1re éd. 1986  (ISBN 2-86642-044-6)), 128 p. (ISBN 2-86642-208-2) Avec une préface de Jean Eustache de 1972.
Le texte est précédé d'un avertissement de l'éditeur : « Le texte que nous publions ici est le scénario écrit par Jean Eustache avant le tournage du film. […] Néanmoins, le texte attesté dans le film terminé présente quelques différences avec le scénario original. […] Le dialogue diffère légèrement, très souvent, du scénario original. Il s'agit le plus souvent de différences de détails dues sans doute à d'ultimes modifications au moment du tournage. C'est le texte du scénario original et non celui attesté dans le mot à mot du film que nous reproduisons ici. »

## Analyse

### Présentation de Jean Eustache
Dans la préface, écrite en 1972, et qui figure dans l'édition du scénario, Eustache écrit :

« Avant de tourner ce film, j'étais dans une passe difficile. […] Cette situation contradictoire me mettait en rage. […]

Cette rage se traduisait par le fait que le héros prenait le contre-pied de tout ce qui se disait et se pensait à l'époque. […] Pour donner une idée du besoin de provocation qui était le mien, je signale que le titre primitif était Du pain et des Rolls. […]

Il est évident que, sur près de quatre heures de film, on peut dissocier les moments plus dramatiques et les moments où il ne se passe rien, beaucoup plus conformes à la vie. […]

[…], cet univers clos devenait plus fort au fur et à mesure que le film durait. A chaque seconde, le spectateur décolle un peu plus de sa vie pour entrer de façon définitive dans le monde tragique des personnages. Il n'est plus question de faire croire ou non à la réalité des personnages. La durée fait qu'ils sont là, de façon irrécusable.

[…] Le rite est également absent. A moins que l'on puisse l'assimiler à un rite en gestation, né des mœurs germano-pratines. On verra cela dans quelques années. A moins que le vouvoiement et le principe du triangle renvoient aux rites de la tragédie classique, modernisée en surface. »

### Aspect autobiographique
Le film s'inspire directement de la vie réelle de Jean Eustache, de sa rupture avec Françoise Lebrun, de sa vie avec Catherine Garnier et de son amour pour Marinka Matuszewski : « C'est le seul de mes films où le passé ne joue pas. Il correspondait à ma vie au moment même où je tournais, et la recoupait de façon parfois tragique. » C'est toutefois Isabelle Weingarten qui incarne le personnage inspiré de Françoise Lebrun, tandis que Bernadette Lafont, longtemps réticente, joue le rôle de Catherine Garnier. Jean Eustache demande à Françoise Lebrun d'imiter les intonations de la voix d'une femme qu’il connaît. Catherine Garnier collabore au tournage en tant que costumière et, très affectée par le récent décès de sa mère, se suicide peu après la sortie du film, en laissant comme note à Eustache : « Le film est sublime. Laisse-le comme il est. »
Le personnage de l'ami serait fortement inspiré de Jean-Jacques Schuhl, qui était alors un ami de Jean Eustache.

### Représentation de son époque
De nombreux critiques analysent La Maman et la Putain comme un film qui « représenterait son époque » ou qui « serait emblématique de son époque ». Le fils du cinéaste, Boris Eustache, récuse cette interprétation et souligne qu'à sa sortie en 1973, on a justement reproché au film de ne pas représenter son époque.